# يوسف غيتوود
يوسف غيتوود (بالإنجليزية: Yusuf Gatewood)‏ مواليد 12 سبتمبر 1982 في هيلزبورو، الولايات المتحدة، هو ممثل أمريكي بدأ مسيرته الفنية سنة 2000.

## الأعمال
- ذا إنتربريتر
- الكوافير: القصة التالية
- القانون والنظام: النية الإجرامية
- سي اس آي: التحقيق في موقع الجريمة
- سي إس آي: ميامي
- الأصليون

## روابط خارجية
- يوسف غيتوود على موقع IMDb (الإنجليزية)
- يوسف غيتوود على موقع قاعدة بيانات الفيلم (الإنجليزية)